# Cándido Camero

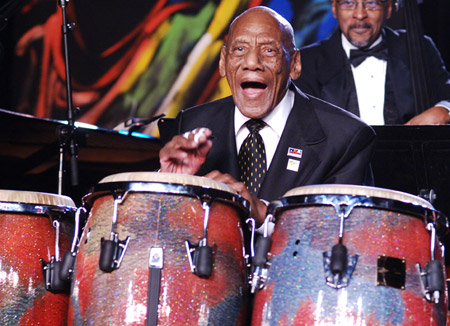
Cándido Camero

Cándido de Guerra Camero (ook kortweg bekend als Candido) (Havana, 22 april 1921 - New York, 7 november 2020) was een Cubaanse percussionist (voornamelijk conga en bongo), die veel jazz-musici heeft begeleid bij plaatopnames, zoals Dizzy Gillespie en Elvin Jones. Hij werd onder meer beïnvloed door de drummers Kenny Clarke en Max Roach.

## Biografie
Candido werkte zes jaar in de huisband van een lokaal radiostation en speelde in het orkest van Armando Romeu in de Tropicana Club. Ook maakte hij plaatopnames met bandleider Machito. Internationale bekendheid kreeg hij pas in de jaren vijftig toen hij in Amerika terechtkwam en ging spelen met bekende jazzmusici. Vanaf oktober 1952 speelde hij enige tijd in een club in Miami. Dankzij een ontmoeting met Dizzy Gillespie kwam hij in New York terecht, waar hij in de Downbeat Club speelde met pianist Billy Taylor. Hij nam op met Taylor, Erroll Garner en Gillespie en speelde in het orkest van Stan Kenton, waarmee hij ook toerde. Hij formeerde een eigen groep, waarmee hij in 1956 opnames maakte, zijn eerste als leider.
In de jaren erna begeleidde hij talloze jazzmusici bij opnames, zoals Charlie Parker, Stan Getz, Sonny Rollins, Coleman Hawkins, Wes Montgomery, Kenny Burrell, Elvin Jones, George Shearing, Dinah Washington, Lena Horne, Tony Bennett en Antônio Carlos Jobim. Ook trad hij op met verschillende bandleiders, zoals Duke Ellington, Lionel Hampton en Woody Herman. In de jaren zeventig was hij actief in het disco-genre, toen hij voor Salsoul Records het album Dancin' and Prancin' opnam, een plaat die wel wordt genoemd als een inspiratiebron voor house-muziek. Met de track "Jingo" scoorde hij een hit.
Op 30 april 2012 nam Candido deel aan een jazzconcert in de vergaderzaal van de Algemene Vergadering van de Verenigde Naties, dit in het kader van de door UNESCO uitgeroepen Internationale Dag van de Jazz.
Candido was een van de musici die het gebruik van meerdere congadrums heeft gepopulariseerd.
In 2001 kreeg hij een Latin Jazz USA Lifetime Achievement Award en in 2009 kreeg hij een Latin Grammy voor zijn werk.
Hij overleed op 99-jarige leeftijd.

## Discografie (selectie)
als leider:
- Candido (met Al Cohn), ABC-Paramount, 1956
- Thousand Finger Man, Solid State, 1969

## Filmografie
- Candido: Hands of Fire, documentaire van Iván Acosta